# Laver Cup 2018
Laver Cup 2018 byl druhý ročník exhibiční tenisové soutěže dvou šestičlenných mužských týmů, který se odehrál v chicagské aréně United Center mezi 21. až 23. zářím 2018 na dvorci s tvrdým povrchem. V zápase se střetli hráči Evropy s tenisty výběru světa.
Roli kapitánů družstev plnily tenisové legendy a bývalí rivalové, Švéd Björn Borg na straně Evropy a Američan John McEnroe ve výběru světa.
Druhý ročník Laver Cupu vyhrál nad výběrem světa tým Evropy poměrem 13:8. V závěrečné dvouhře zdolal Němec Alexander Zverev Jihoafričana Kevina Andersona až v supertiebreaku a získal tak rozhodující tři body. Celkově evropské družstvo navýšilo vedení 2:0. Celková třídenní návštěvnost dosáhla hranice 93 584 diváků.

## Formát
Čtyři tenisté týmu se kvalifikovali na základě nejvyššího postavení na singlovém žebříčku ATP. Zbylá dvě místa určili kapitáni podle vlastního výběru do pondělí po skončení US Open. Každé družstvo bylo doplněno jedním náhradníkem a nehrajícím zástupcem kapitána.
Každý ze tří hracích dnů zahrnoval tři dvouhry a jednu čtyřhru. Celkově se tak na jediném dvorci mohlo uskutečnit 12 zápasů a případně rozhodující debl. V první, páteční den, se každý vítězný duel hodnotil jedním bodem, ve druhém z nich – sobotě, měla výhra hodnotu dvou bodů, a ve třetí, nedělní den, pak tří bodů. Výsledný poměr celkového součtu všech bodů určil vítěze daného ročníku. Při nerozhodném poměru se vítězem stalo družstvo, jehož deblový pár vyhrál zápas v podobě standardního setu zakončeného 7bodovou zkrácenou hrou.
Jeden zápas byl hrán na dva vítězné sety. Za vyrovnaného stavu sad 1–1 o vítězi rozhodoval supertiebreak do 10 bodů, s potřebným rozdílem dvou míčů.
Každý hráč odehrál minimálně jednu a maximálně dvě dvouhry. Nejméně čtyři z šesti hráčů družstva museli nastoupit do čtyřher, v nichž byla povolena jedna výměna složení, s výjimkou případného rozhodujícího utkání, kde byl povolen volný výběr.
Kapitáni určovali nasazení hráčů pro jednotlivé zápasy, a to vždy před úvodním duelem každého hracího dne.

## Týmy

### Evropa
Kapitánem evropského týmu se podruhé stal vítěz jedenácti grandslamů Björn Borg ze Švédska a zástupcem kapitána byl jmenován jeho krajan Thomas Enqvist.
Španělská světová jednička a účastník debutového ročníku Rafael Nadal oznámil již před Wimbledonem, že by neměl do Laver Cupu zasáhnout, když o týden dříve očekával náročné lillské semifinále Davis Cupu. Již v září 2018 však musel skrečovat semifinále US Open v důsledku zranění kolena a další týdny vynechal pro rekonvalenscenci.
Kapitán Borg zvolil za člena týmu Kyla Edmunda. Roli náhradníka plnil Francouz Jérémy Chardy.
| Tenista          | stát               | věk    | ATP | tituly 2018                                                             | potvrzení účasti |
| Roger Federer    | Švýcarsko          | 37 let | 2.  | Hopman Cup Australian Open ABN AMRO World Tennis Tournament MercedesCup | 19. března 2018  |
| Novak Djoković   | Srbsko             | 31 let | 3.  | Wimbledon Western & Southern Open US Open                               | 28. června 2018  |
| Alexander Zverev | Německo            | 21 let | 5.  | Mutua Madrid Open BMW Open Citi Open                                    | 13. srpna 2018   |
| Grigor Dimitrov  | Bulharsko          | 27 let | 7.  |                                                                         | 13. srpna 2018   |
| David Goffin     | Belgie             | 27 let | 11. |                                                                         | 13. srpna 2018   |
| Kyle Edmund      | Spojené království | 23 let | 16. | Estoril Open(debl)                                                      | 21. srpna 2018   |
| Náhradník        |                    |        |     |                                                                         |                  |
| Jérémy Chardy    | Francie            | 31 let | 41. |                                                                         | 20. září 2018    |

#### Statistiky
| Tenista          | zápasy | výhry–prohry | výhry–prohry | výhry–prohry | bilance bodů | bilance bodů | bilance bodů | zdroj  |
| Tenista          | zápasy | dvouhra      | čtyřhra      | celkem       | dvouhra      | čtyřhra      | celkem       | zdroj  |
| Grigor Dimitrov  | 2      | 1–0          | 0–1          | 1–1          | 1–0          | 0–2          | 1–2          | [ 10 ] |
| Novak Djoković   | 2      | 0–1          | 0–1          | 0–2          | 0–2          | 0–1          | 0–2          | [ 11 ] |
| Kyle Edmund      | 1      | 1–0          | 0–0          | 1–0          | 1–0          | 0–0          | 1–0          | [ 12 ] |
| Roger Federer    | 4      | 2–0          | 0–2          | 2–2          | 5–0          | 0–4          | 5–4          | [ 13 ] |
| David Goffin     | 2      | 1–0          | 0–1          | 1–1          | 1–0          | 0–2          | 1–2          | [ 14 ] |
| Alexander Zverev | 3      | 2–0          | 0–1          | 2–1          | 5–0          | 0–3          | 5–3          | [ 15 ] |

### Svět
Kapitánem světového týmu se podruhé stal vítěz sedmi singlových a desíti deblových grandslamů John McEnroe ze Spojených států. Zástupcem kapitána byl jmenován jeho mladší bratr Patrick McEnroe.
Společně s Djokovićem účast 28. června 2018 přislíbil čtvrtý hráč světa Juan Martín del Potro z Argentiny. Roli jedničky družstva však neplnil, když se 17. září téhož roku ze soutěže omluvil pro vyčeprání po US Open, z něhož odešel jako poražený finalista. V týmu jej nahradil Američan Frances Tiafoe.
Kapitán McEnroe zvolil za člena týmu Jacka Socka. Roli náhradníka plnil Chilan Nicolás Jarry.
| Tenista           | stát          | věk    | ATP | tituly 2018                                                                                       | potvrzení účasti  |
| Kevin Anderson    | Jižní Afrika  | 32 let | 9.  | New York Open                                                                                     | 26. července 2018 |
| John Isner        | Spojené státy | 33 let | 10. | BNP Paribas Open (debl) Miami Open BB&T Atlanta Open                                              | 26. července 2018 |
| Diego Schwartzman | Argentina     | 26 let | 14. | Rio Open                                                                                          | 26. července 2018 |
| Jack Sock         | Spojené státy | 24 let | 17. | Delray Beach Open (debl) BNP Paribas Open (debl) Lyon Open (debl) Wimbledon (debl) US Open (debl) | 21. srpna 2018    |
| Nick Kyrgios      | Austrálie     | 23 let | 27. | Brisbane International Lyon Open (debl)                                                           | 19. března 2018   |
| Frances Tiafoe    | Spojené státy | 20 let | 40. | Delray Beach Open                                                                                 | 17. září 2018     |
| Náhradník         |               |        |     |                                                                                                   |                   |
| Nicolás Jarry     | Chile         | 22 let | 46. | Ecuador Open Quito (debl)                                                                         | 20. září 2018     |

#### Statistiky
| Tenista           | zápasy | výhry–prohry | výhry–prohry | výhry–prohry | bilance bodů | bilance bodů | bilance bodů | zdroj  |
| Tenista           | zápasy | dvouhra      | čtyřhra      | celkem       | dvouhra      | čtyřhra      | celkem       | zdroj  |
| Kevin Anderson    | 3      | 1–1          | 1–0          | 2–1          | 2–3          | 1–0          | 3–3          | [ 19 ] |
| John Isner        | 3      | 0–2          | 1–0          | 1–2          | 0–5          | 3–0          | 3–5          | [ 20 ] |
| Nick Kyrgios      | 2      | 0–1          | 1–0          | 1–1          | 0–2          | 2–0          | 2–2          | [ 21 ] |
| Diego Schwartzman | 1      | 0–1          | 0–0          | 0–1          | 0–1          | 0–0          | 0–1          | [ 22 ] |
| Jack Sock         | 4      | 0–1          | 3–0          | 3–1          | 0–1          | 6–0          | 6–1          | [ 23 ] |
| Frances Tiafoe    | 1      | 0–1          | 0–0          | 0–1          | 0–1          | 0–0          | 0–1          | [ 24 ] |

## Program
| Laver Cup 2018                      |                                |                          |                            |      |        |
| Zápas                               | Evropa                         | Svět                     | výsledek                   | stav | zdroj  |
| Pátek – 21. září (1 bod za výhru)   |                                |                          |                            |      |        |
| 1. dvouhra                          | Grigor Dimitrov                | Frances Tiafoe           | 6–1, 6–4                   | 1:0  | [ 25 ] |
| 2. dvouhra                          | Kyle Edmund                    | Jack Sock                | 6–4, 5–7, [10–6]           | 2:0  | [ 26 ] |
| 3. dvouhra                          | David Goffin                   | Diego Schwartzman        | 6–4, 4–6, [11–9]           | 3:0  | [ 27 ] |
| 1. čtyřhra                          | Novak Djoković Roger Federer   | Kevin Anderson Jack Sock | 7–6(7–5), 3–6, [6–10]      | 3:1  | [ 28 ] |
| Sobota – 22. září (2 body za výhru) |                                |                          |                            |      |        |
| 4. dvouhra                          | Alexander Zverev               | John Isner               | 3–6, 7–6(8–6), [10–7]      | 5:1  | [ 29 ] |
| 5. dvouhra                          | Roger Federer                  | Nick Kyrgios             | 6–3, 6–2                   | 7:1  | [ 30 ] |
| 6. dvouhra                          | Novak Djoković                 | Kevin Anderson           | 6–7(5–7), 7–5, [6–10]      | 7:3  | [ 31 ] |
| 2. čtyřhra                          | Grigor Dimitrov David Goffin   | Nick Kyrgios Jack Sock   | 3–6, 4–6                   | 7:5  | [ 32 ] |
| Neděle – 23. září (3 body za výhru) |                                |                          |                            |      |        |
| 3. čtyřhra                          | Roger Federer Alexander Zverev | John Isner Jack Sock     | 6–4, 6–7(2–7), [9–11]      | 7:8  | [ 33 ] |
| 7. dvouhra                          | Roger Federer                  | John Isner               | 6–7(5–7), 7–6(8–6), [10–7] | 10:8 | [ 34 ] |
| 8. dvouhra                          | Alexander Zverev               | Kevin Anderson           | 6–7(3–7), 7–5, [10–7]      | 13:8 | [ 35 ] |
| 9. dvouhra                          | Novak Djoković                 | Nick Kyrgios             | nehráno                    | —    |        |

| Vítěz             |
| Evropa – 2. titul |
| Evropa–Svět 2:0   |